# 초기질량함수
초기질량함수(初期質量関数, initial mass function, 이하 IMF)는 경험적으로 얻을 수 있는 함수이며, 항성 모집단의 질량 분포(항성질량의 히스토그램)를 그 초기질량(항성 형성시의 질량)을 통하여 기술한다. 항성의 특성과 진화 양상은 초기 질량과 밀접한 관계가 있으므로, IMF는 천문학자가 다수의 항성을 연구하는 데 있어서 중요한 진단 도구의 하나가 된다. IMF는 항성집단 간에 별로 차이가 없다.

## 초기질량함수의 성립
초기질량함수는 멱법칙의 형태로 표현된다. {\displaystyle N(m)dm}(또는 {\displaystyle \xi (m)\Delta m})는 질량 범위 {\displaystyle [m,m+dm]}의 질량을 갖는 항성의 특정 부피에 대한 개수밀도이다. 이것은 {\displaystyle m^{-\alpha }}에 비례하고, {\displaystyle \alpha }는 차원이 없는 지수이다. 초기질량함수는 질량-광도 관계를 이용하여 오늘날의 광도함수에서 이끌어낼 수 있다. 자주 사용되는 함수 형태로는 크로우파(2001년)의 구간멱법칙 형태, 샤브리에(2003)의 대수정규 형태가 있다.

### 살피터 함수 (1955년)
우리 태양보다 질량이 큰 항성의 IMF는 1955년에 에드윈 살피터가 최초로 정량화하였다. 살피터가 사용한 지수값은 {\displaystyle \alpha =2.35}이다. 이 형식의 IMF를 살피터 함수(Salpeter function) 또는 살피터 초기질량함수(Salpeter IMF)라 한다. 살피터 함수는 질량이 증가하면 그 질량을 갖는 별의 개수는 급격하게 줄어든다는 것을 보여준다.
{\displaystyle \xi (m)\Delta m=\xi _{0}\left({\frac {m}{M_{\mathrm {sun} }}}\right)^{-2.35}\left({\frac {\Delta m}{M_{\mathrm {sun} }}}\right).}

## 참고 자료
- Edwin Salpeter, 광도함수와 항성진화(The luminousity function and stellar evolution), ApJ 121, 161 (1955)
- Glen Miller & John Scalo, 초기질량함수와 태양계 근처의 항성탄생비율(The initial mass function and stellar birthrate in the solar neighborhood), ApJS 41, 513 (1979)
- John Scalo, 은하 내 질량이 큰 별들의 초기질량함수. 경험적 증거(The initial mass function of massive stars in galaxies. Empirical evidence), Luminous stars and associations in galaxies; Proceedings of the Symposium, Porto-Kheli, Greece, May 26-31, 1985. Dordrecht, D. Reidel Publishing Co., 1986, p. 451-466.
- Pavel Kroupa, 초기질량함수의 변동에 대해(On the variation of the initial mass function), MNRAS 322, 231 (2001) arXiv preprint
- Pavel Kroupa, 항성들의 초기질량함수:다양한 항성계에서의 공통적인 증거(The initial mass function of stars: evidence for uniformity in variable systems), Science 295, 82 (2002) arXiv preprint